# چارلز بویل، چهارمین ارل اورری
چارلز بویل، چهارمین ارل اورری (انگلیسی: Charles Boyle, 4th Earl of Orrery; ۲۸ ژوئیهٔ ۱۶۷۴ – ۲۸ اوت ۱۷۳۱) دیپلمات، نظامی و سیاستمدار اهل جمهوری ایرلند بود. وی همچنین برندهٔ جوایزی همچون همکار انجمن سلطنتی شده‌است.